# ستوزینیتس (استان اشوی‌داشکسیه)
ستوزینیتس (به لهستانی: Studzieniec) یک منطقهٔ مسکونی در لهستان است که در گمینا فاوکوو واقع شده‌است. ستوزینیتس ۲۰۰ نفر جمعیت دارد.